# Aastra
Aastra Technologies Limited är ett kanadensiskt företag med huvudkontor i Concord, Ontario.
Aastra förvärvade under 2008 Ericssons division för företagsväxlar. 2014 köptes det svenska mjukvarubolaget Telepo.
2014 gick Aastra samman med Mitel.